# بولفا
بولفا هي مدينة تقع في جنوب شرق إستونيا، وتعد عاصمة لمقاطعة بولفا، وهي مركز بولفا بريش.

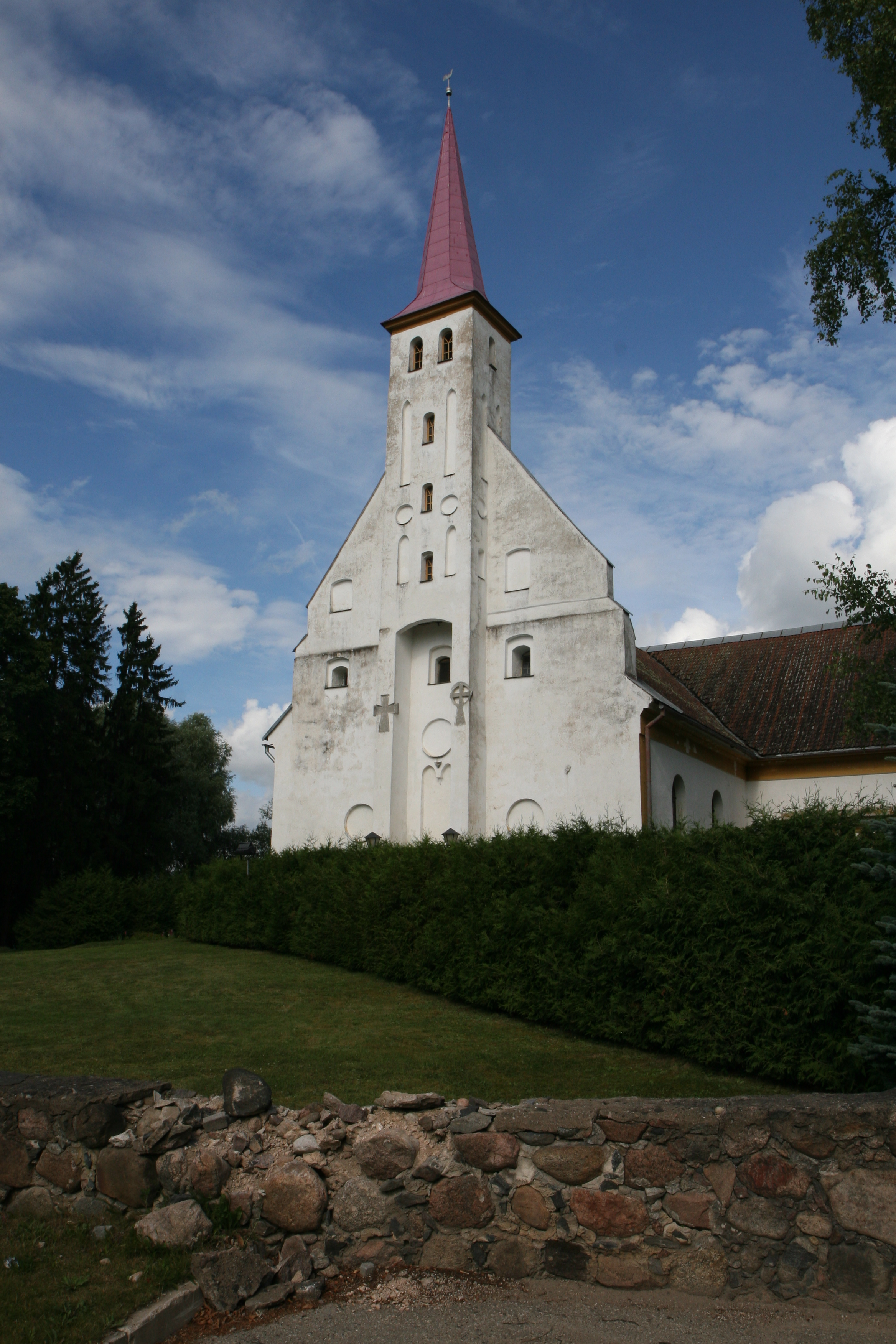

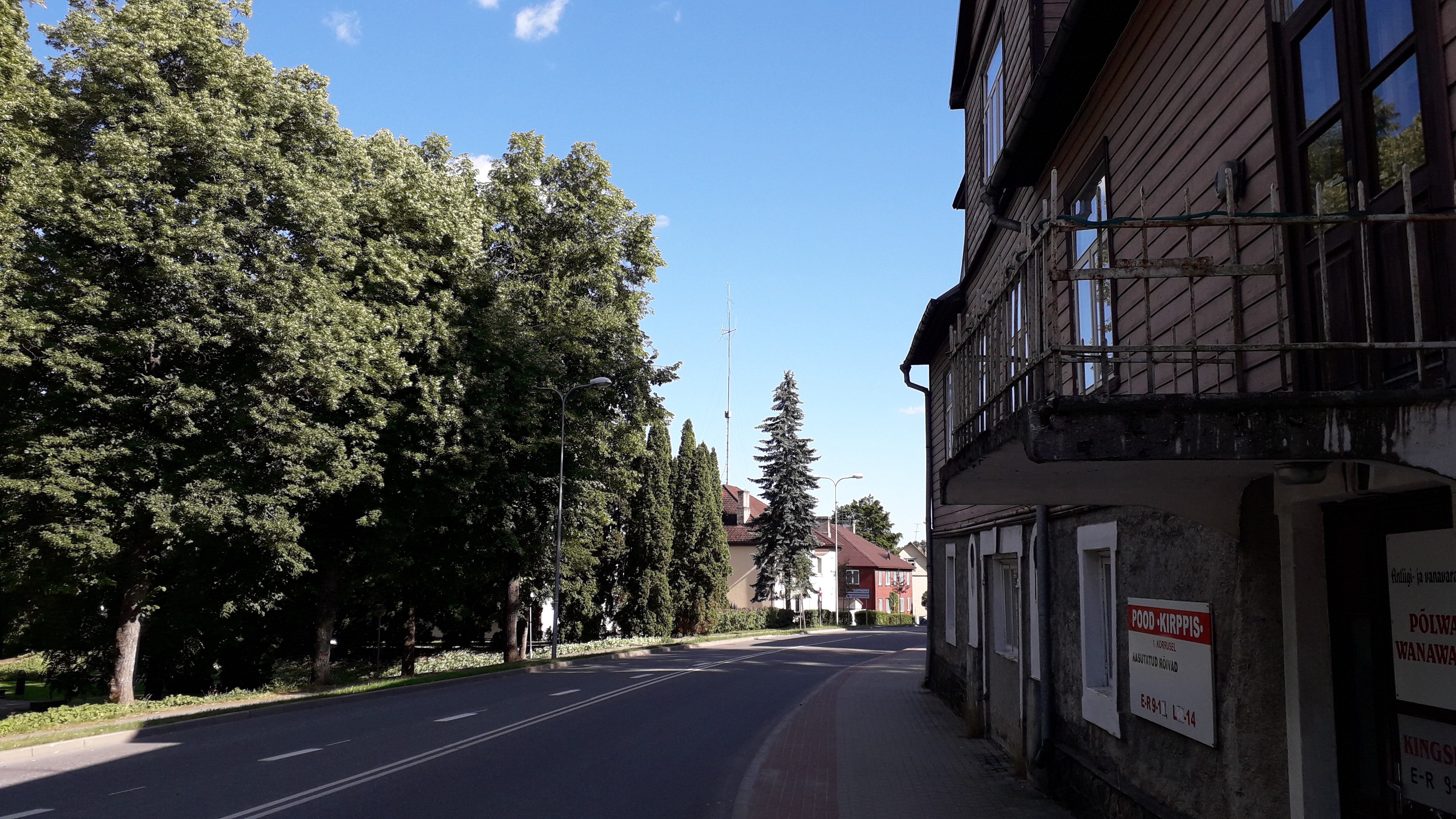
شارع Võru في بولفا

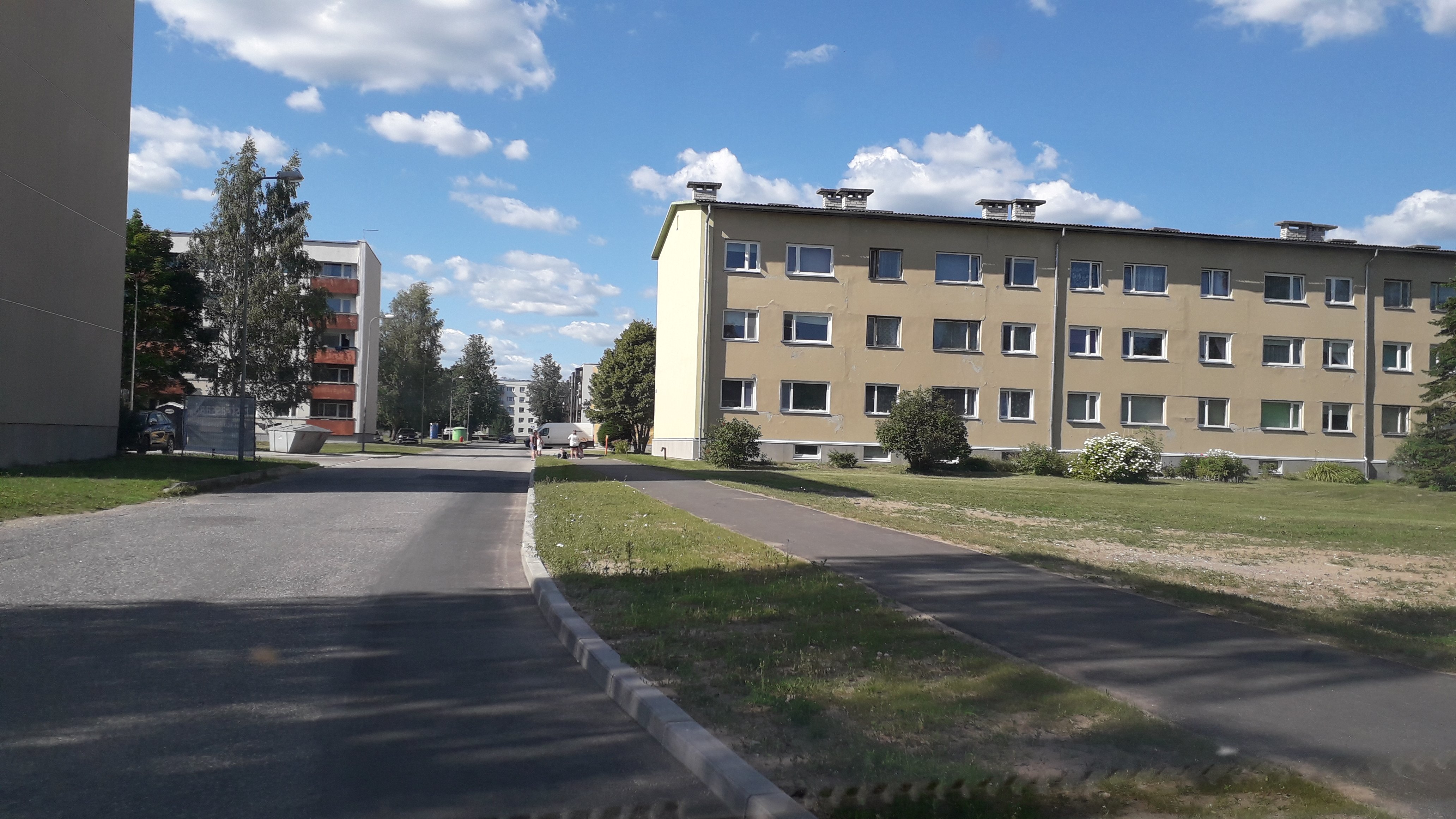
بولفا

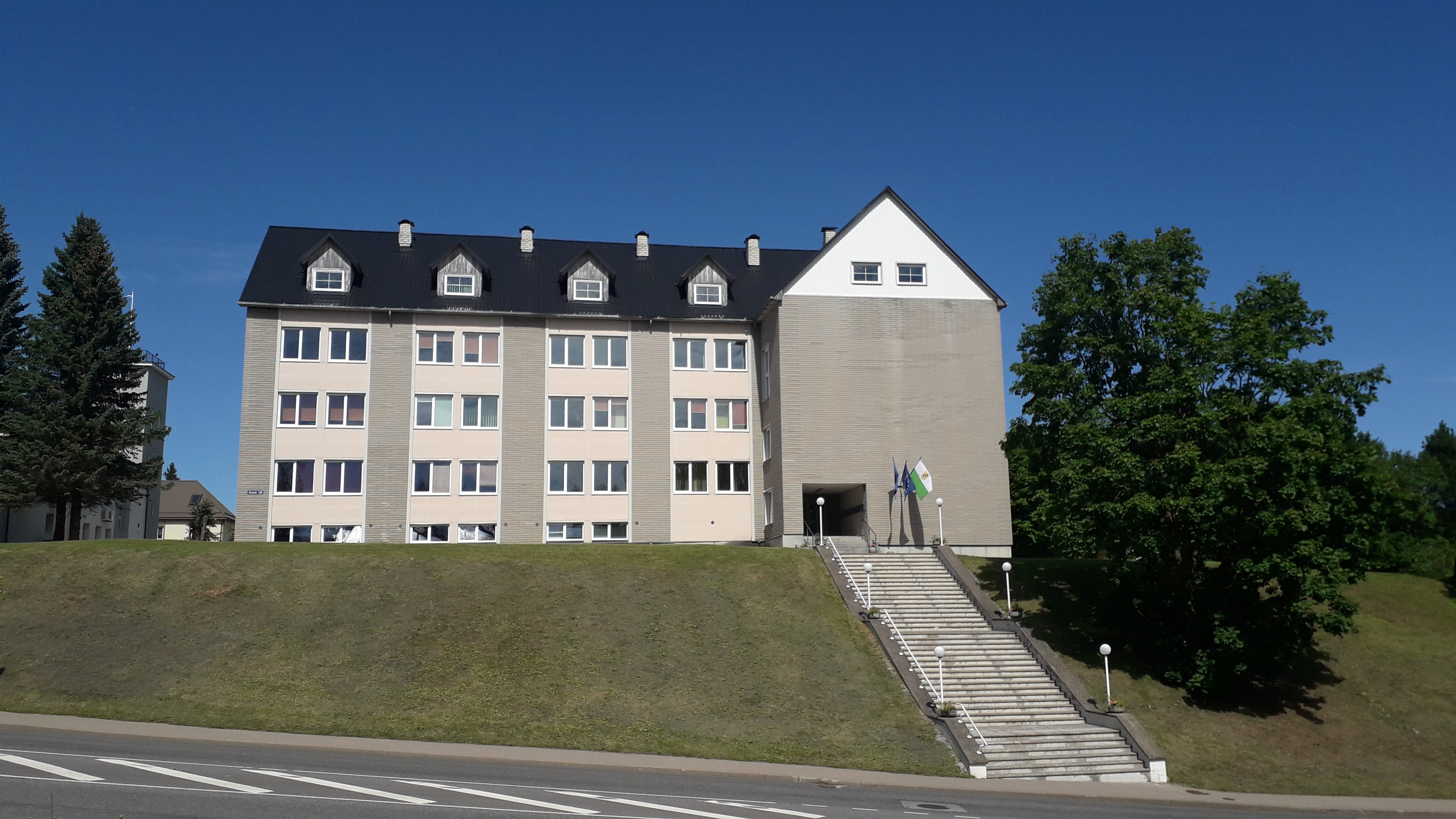
مبنى إدارة مقاطعة بولفا

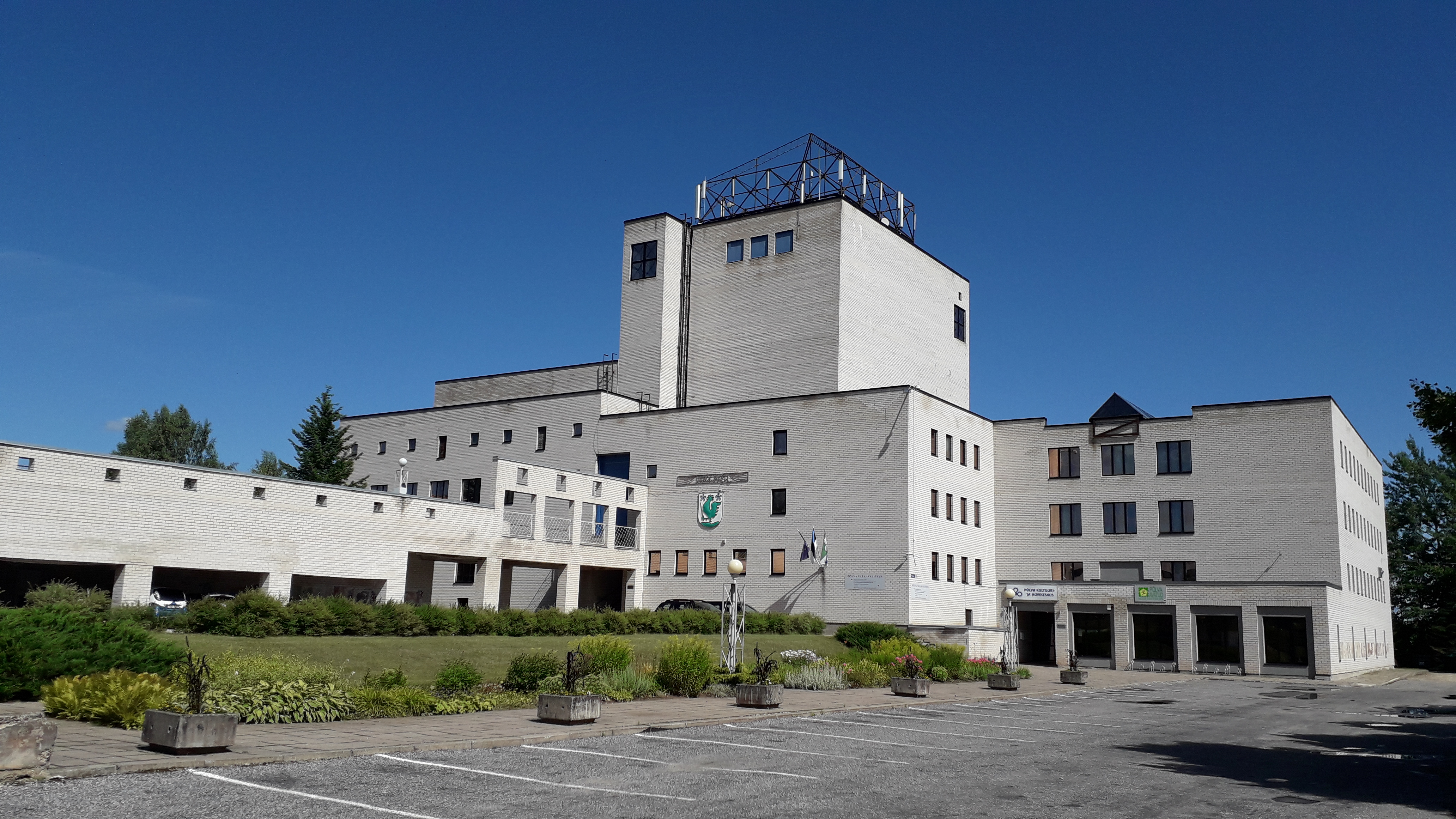
بولفا Kultuurikeskus

بولفا هي أرض لمهرجان الأغنية إنتسيكورمو، التي تستضيف بانتظام الحفلات الموسيقية والأنشطة الصيفية، وتقع في منطقة غابية صغيرة على الجانب الغربي من المدينة.

## التاريخ

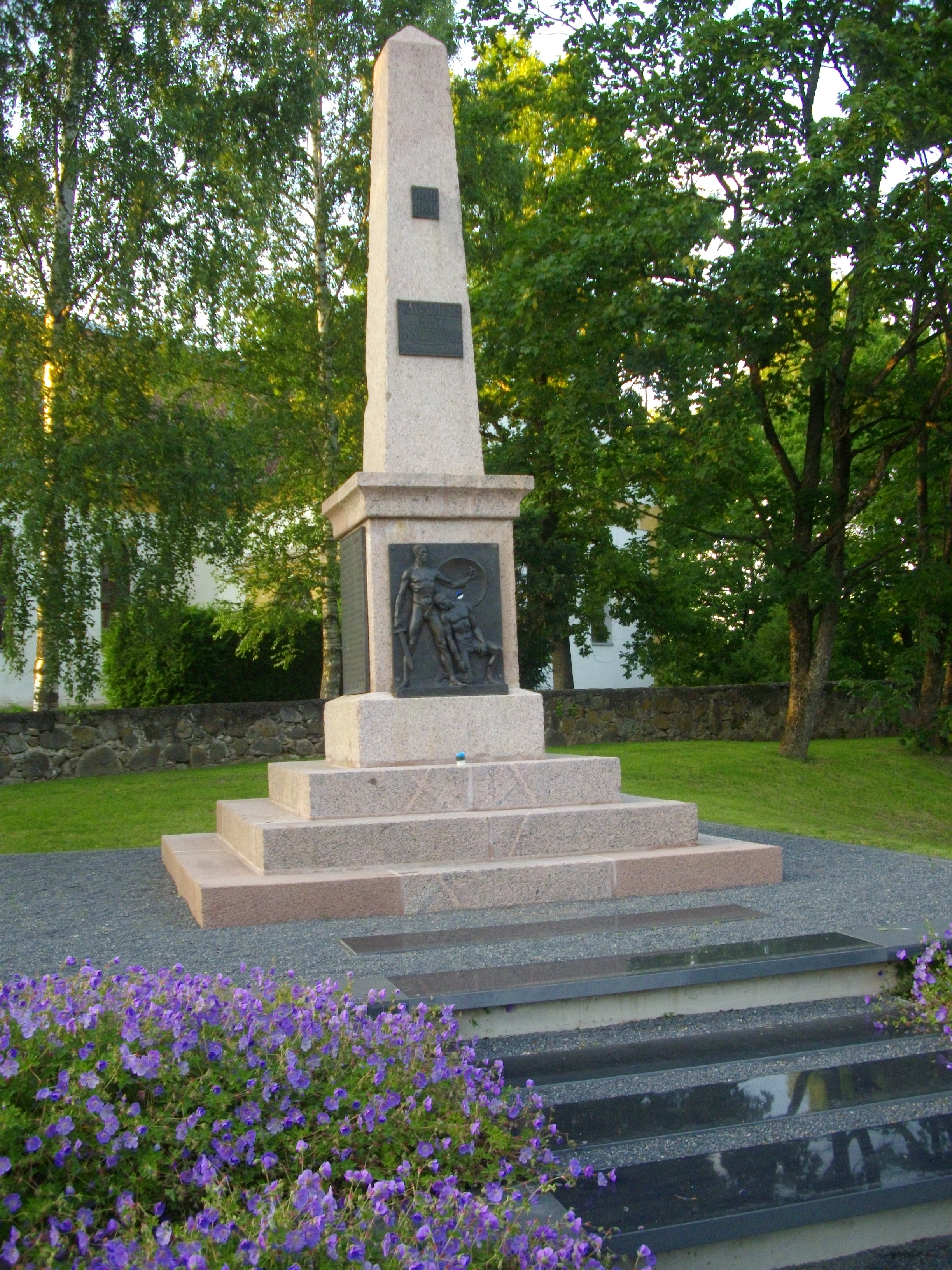
نصب حرب الاستقلال الإستونية في بولفا.

يظهر اسم بولفا في السجل التاريخي في عام 1452. ويبدو أن الاسم مستمد من الكلمة الإستونية "knee" (بولف). تقول الأسطورة أن فتاة كانت في وضع الركوع في كنيسة القديسة ماري لإبعاد الشيطان. ومن المعروف أن هذه هي الطريقة التي سميت بها المدينة.
كانت بولفا مفترق طريق عسكري قديم بين شمال وجنوب ليفونيا. حوالي 1240، بعد وقت قصير من المسيحية استونيا، بنى رهبان برناردين كنيسة، التي قدوها لماري العذراء. وكانت الكنيسة تابعة لأسقفية دوربات. نفس الأبرشية كانت نتيجة الحرب الليفونية تحت السيطرة الروسية في القرن 16.
في عام 1582 أصبحت جزءا من دروبات فيفود. تحت السيادة البولندية، وفي وقت لاحق كانت تابعة للسويد. وفي عام 1721، في معاهدة نيستاد، تم التنازل عن إستونيا وليفونيا لروسيا.
ثم كانت بولفا وأبرشيتها الكنسية تنتمي أولا إلى مقاطعة تارتو ومن 1783 إلى مقاطعة فوريرو التي أنشئت حديثا، وهي جزء من محافظة ليفونيا.
تم تطوير المدينة حول كنيسة ماري، التي وضعت في الخراب لفترة طويلة حتى أعيد بناؤها بعد الحرب الشمالية العظمى، وفي عام 1931 تم الانتهاء من سكة حديد من تارتو إلى بيتسيري عبر بولفا.
و بدأ عدد سكان بولفا يتاكثر وبدأت المدينة في التطور عندما أصبحت بولفا مركز فوهة بولفا التي تشكلت في عام 1950. نمت المدينة حول البحيرة الاصطناعية، التي تعج شواطئها الرملية بالمصطافين خلال فصل الصيف. وفي 10 آب/أغسطس 1993 ، حصلت بولفا على حقوق المدينة.

## التعليم
يتجلى شعار التعليم من خلال شعار المدينة، الذي يحتوي على ديك مع مؤشر من ABC التمهيدي. وهناك ثماني مؤسسات تعليمية في بولفا، ومنها:
• صالة بولفا للألعاب الرياضية المختلطة، والتي تضم 737 طالبًا ؛
• مدرسة بولفا الثانوية، وفيها 387 طالبًا ؛
• مدرسة بولفا روسي، وتضم 28 طالبًا. هذه المدرسة للأطفال المعاقين عقليا.

## الثقافة والرياضة
و في فصل الصيف، تقام مهرجانات موسيقية مثيرة للإعجاب في بولفا. وفي عام 2011 كانت المرة الأولى التي يلتقي فيها لاعبين الهارمونيكا ويعزفون الموسيقى معاً. و يستهدف مهرجان إنتسيكورمو في الغالب فئة الشباب - حيث الموسيقى ومرئيات جيدة على الجدران، التي تجري في ليالي أغسطس اللطيفة.
كانوا سكان بولفا دائما إيجابيين وشبابا ومولعين بالرياضة. و يمكن للمرء في المدينة وخارجها ممارسة العديد من الأنشطة، من السباحة
وركوب الخيل. و توفر صالة الألعاب الرياضية الجديدة فرصاً ممتازة للرياضة وكان معرض الرماية في بولفا هو بيت الرياضة الأعلى الذي ضرب أهدافا في مسابقات مختلفة. كرة اليد، التي يمكن ممارستها في المدرسة الرياضية المحلية، لا شك أنها تحظى بشعبية في بولفا. و أصبح اللاعبون المحترفون من نادي سيرفيتي لكرة اليد أسياد إستونيا أربع مرات والنادي هو أيضا منافس خطير خارج إستونيا.
ووفرة المناظر الطبيعية المتنوعة فرصا لا تنتهي لأولئك الذين يحبون الجري أو الإستكشاف أو ركوب الدراجات. وهذا يسهل بالتأكيد نجاح الرياضيين في نادي كوبراس للإستكشاف في المسابقات ويحثهم على تنظيم الأحداث الرياضية. تأسس نادي كرة القدم بولفا إف سي لوتوس في عام 1994. وهو واحدة من أكبر الأندية الرياضية في المقاطعة لأكثر من 30 لاعبا للمنتخب الإستوني نشأ في تاريخ النادي.
و لوتوسبارك هو ملعب لكرة القدم وهو مشروع تعاوني بين مدينة بولفا، والاتحاد الإستوني لكرة القدم بولفا FC لوتس.
وهذا الملعب مغطى بحديقة اصطناعية من الجيل الثالث، وقد تم تجهيز أنظمة الإضاءة والتسخين وفقا للمتطلبات الدولية. و افتتح الملعب رسميا في 7 نوفمبر 2004.
بالإضافة إلى الرياضة، يشارك سكان بولفا في الفن والموسيقى. في مدرسة الفنون بولفا يمكن للمرء أن يتعلم الرسم والفنون الرسومية والسيراميك. و تعرض أعمال فنانين مختلفين في معرض مارجا. و توفر مدرسة الموسيقى التعليم الموسيقي وE STuudio ، ومجموعة من الشباب، والفرقة النحاسية، والأوركسترا السيمفونية الصغيرة وعدد من الجوقات تمارَس بنشاط أيضا.

## السياسة
و في أكتوبر 2013، بعد الانتخابات البلدية، اندمجت بولفا مع بولفا بريش المحيطة بها وبالتالي فقدت مركزها البلدي.
وقبل ذلك، كان مجلس البلدية يتألف من 17 عضوا انتخبوا في 18 تشرين الأول/أكتوبر 2009. وتألفت الحكومة من خمسة أعضاء انتخبهم المجلس في 20 تشرين الثاني/نوفمبر 2009. تارمو تام، الذي كان عمدة بولفا لأكثر من 11 عاما، وذهب إلى البرلمان في أبريل/نيسان 2011. ومنذ 11 أيار/مايو 2011، كان رئيس البلدية جورج بيليسار.

## المدن الشقيقة
- بالفي, لاتفيا
- كانوس, فنلندا
- Sebezh, روسيا
- Vårgårda, السويد

## وصلات خارجية
- بولفا كاميرا ويب